# Video Greatest Hits – HIStory
Video Greatest Hits – HIStory je zbirka najboljih uspješnica američkog glazbenika Michaela Jacksona, koja je prvotno objavljena na VHS-u 1995., a zatim i na DVD-u 2001. godine.
DVD sadrži neke proširene verzije videa koje su prethodno bile uključene na VHS-u, Dolby 5.1 Surround i diskografiju.

## Popis pjesama
1. "Brace Yourself"
2. "Billie Jean"
3. "The Way You Make Me Feel"
4. "Black or White"
5. "Rock with You"
6. "Bad"
7. "Thriller"
8. "Beat It"
9. "Remember the Time"
10. "Don't Stop 'til You Get Enough"
11. "Heal the World"

## DVD Bonus
- 9-minutna verzija skladbe "The Way You Make Me Feel"
- "Black or White" video s "Panther" scenom.
- Epicova 18-minutna vezija skladbe "Bad"
- Dolby Digital 5.1 Surround Sound miks
- Diskografija
- Tekstovi

## Naklada
| Zemlja     | Naklada       | Prodaja |
| ---------- | ------------- | ------- |
| SAD        | 5x Platinasta | 500,000 |
| Australija | 3x Platinasta | 45.000  |
| Austrija   | Zlatna        | 5.000   |
| Njemačka   | 3x Zlatna     | 75.000  |
| Japan      | Zlatna        | 100.000 |
| Meksiko    | Zlatna        | 50.000  |
| Španjolska | Platinasta    | 25.000  |